# Ghiacciaio Godwin
Il ghiacciaio Godwin (Godwin Glacier) è un ghiacciaio della penisola di Kenai situato nell'Alaska (Stati Uniti) sud-centrale situato amministrativamente nel borough della Penisola di Kenai.

## Dati fisici
Il ghiacciaio si trova all'estremità sud-occidentale della Foresta Nazionale di Chugach (Chugach National Forest). Il suo orientamento più o meno è ovest-est e nasce nel gruppo montuoso Chugach (lato occidentale). Le acque del ghiacciaio in parte si sciolgono a ovest nella Resurrection Bay di fronte alla cittadina di Seward tramite il fiume "Godwin" (Godwin Creek o Godwin River) e in parte a est (dal versante opposto della Peninsula Resurrection) nel braccio di mare chiamato Day Harbor. Il Ghiacciaio si forma a circa 1.200 m s.l.m. mentre la fronte si ferma a circa 500 m s.l.m. sopra la baia "Resurrection" e a fianco del monte Alice. La lunghezza media è di 9,6 km.
Altri ghiacciai vicini al Godwin sono:
| Nome del ghiacciaio | Quota alle coordinate indicate (m s.l.m.) | Coordinate             | Distanza e direzione dal ghiacciaio |
| ------------------- | ----------------------------------------- | ---------------------- | ----------------------------------- |
| Bear Lake Glacier   | 984                                       | 60°10′04″N 149°15′06″W | 3 km verso nord-ovest               |
| Ellsworth Glacier   | 1.158                                     | 60°12′50″N 148°51′51″W | 12 km verso est                     |

Il ghiacciaio è circondato dai seguenti monti della penisola di Kenai (tutti appartenenti al gruppo montuoso del Chugach):
| Nome del monte     | Altezza (m s.l.m.) | Coordinate             | Distanza e direzione dal ghiacciaio |
| ------------------ | ------------------ | ---------------------- | ----------------------------------- |
| Mount Eva          | 1.341              | 60°10′03″N 149°15′59″W | 4 km verso ovest                    |
| Mount Alice        | 1.442              | 60°08′07″N 149°16′30″W | 5 km verso sud-ovest                |
| Tiehacker Mountain | 1.195              | 60°11′45″N 149°16′26″W | 5 km verso nord-ovest               |

Il ghiacciaio è vicino anche a tre laghi:
| Nome del monte   | Quota del lago (m s.l.m.) | Coordinate             | Distanza e direzione dal ghiacciaio |
| ---------------- | ------------------------- | ---------------------- | ----------------------------------- |
| Little Bear Lake | 146                       | 60°11′05″N 149°20′38″W | 8 km verso ovest                    |
| Bear Lake        | 87                        | 60°11′59″N 149°21′16″W | 10 km verso nord-ovest              |
| Nellie Juan Lake | 362                       | 60°13′51″N 149°03′24″W | 10 km verso nord-est                |

## Storia
Il ghiacciaio, situato alla base della penisola della Resurrezione, non è collegato a nessun "campo di ghiaccio" di una certa importanza ed è circondato da alcuni piccoli ghiacciai senza nome. Per questo motivo non ha ricevuto che una minima attenzione sin dai primi studi del ventesimo secolo. In generale tutti i ghiacciai di questa zona si sono ritirati negli ultimi 100 anni, a parte qualche fenomeno di minimo aumento verso gli anni 1950. A metà degli anni 1800 il ghiacciaio scendeva fino a valle e i suoi iceberg riempivano le acque della Resurrection Bay.
Il ghiacciaio fu nominato nel 1910 da U. S. Grant, un dipendenti del U.S. Geological Survey (USGS). Il ghiacciaio deriva dal nome dal torrente che lo drena, che era precedentemente chiamato "Godwin River".

## Accessi e turismo
Il ghiacciaio è visibile dalla cittadina di mare Seward e dalle varie escursioni organizzate per visitare la Resurrection Bay. Sono organizzati anche dei giri turistici sopra il ghiacciaio in elicottero e corse con slitte trainate da cani. In linea d'aria il ghiacciaio dista verso est a circa 15 km da Seward.

## Immagini del ghiacciaio

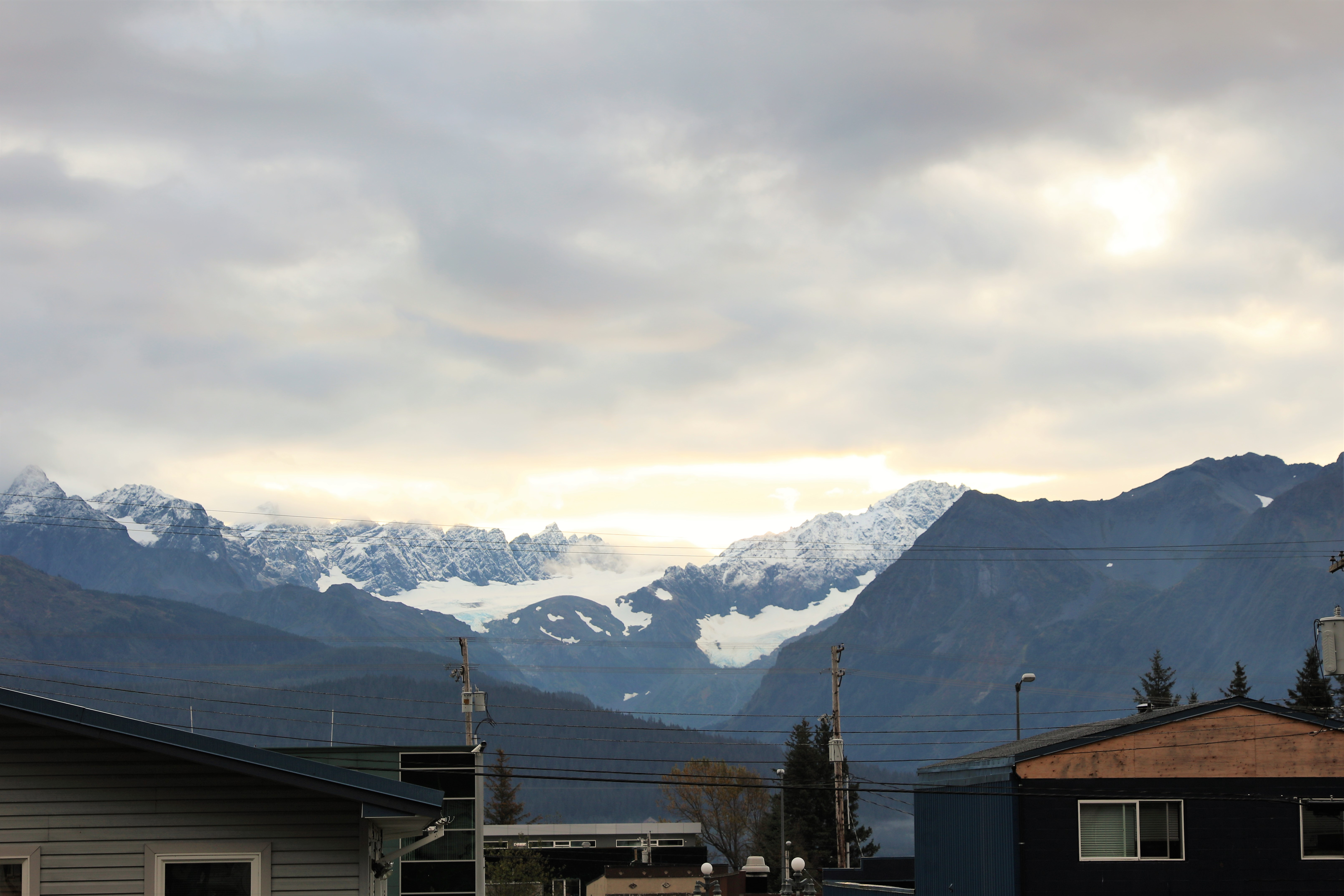
In ghiacciaio visto da Seward
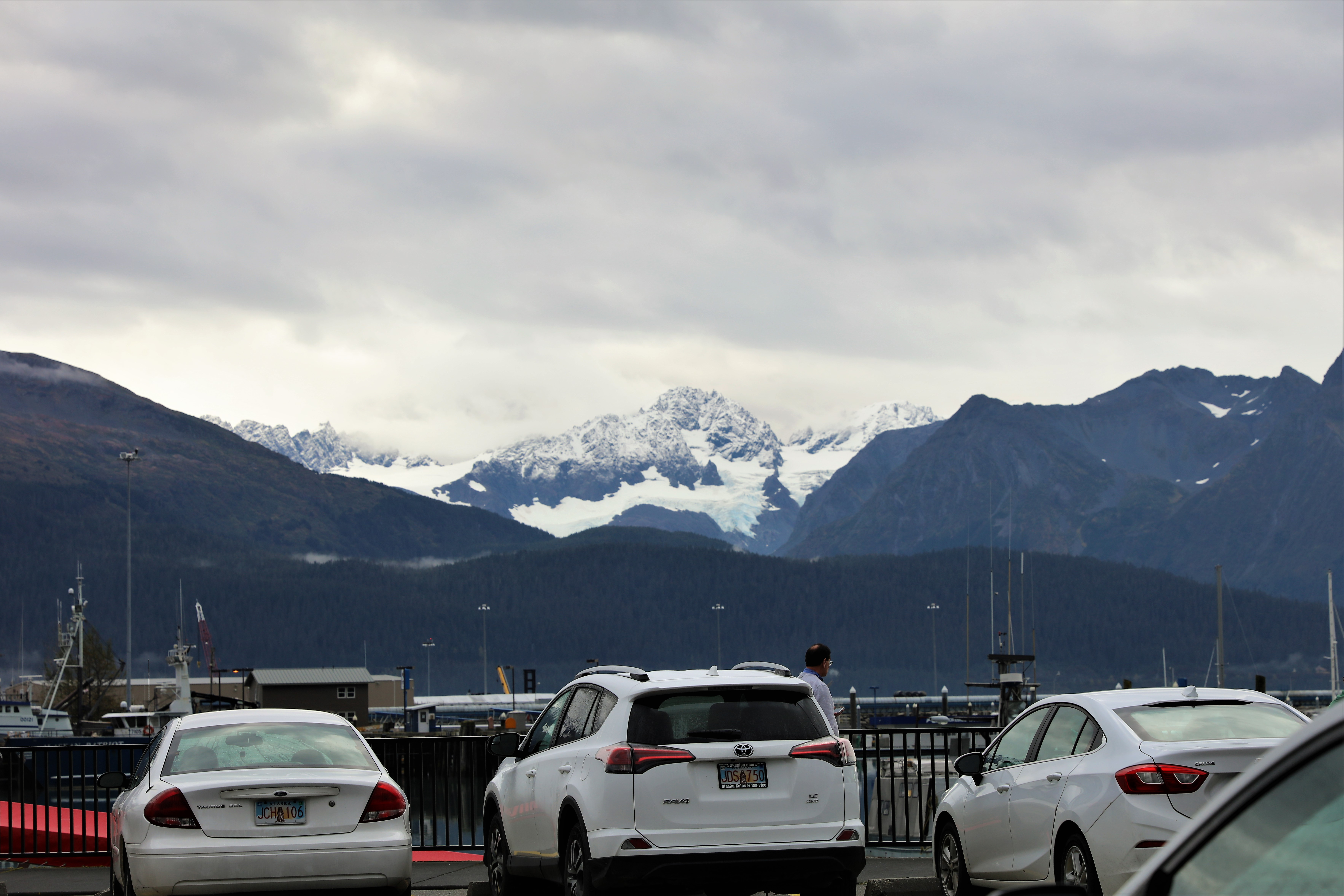
In ghiacciaio visto da Seward